# موتور عبد السلام روديني (بمبور الشرقي)
موتور عبد السلام رودیني (بمبور الشرقي) (بالإنجليزية: Mowtowr-e Abdol Salam Rudini)‏ هي منطقة سكنية تقع في إيران في سيستان وبلوتشستان. يقدر عدد سكانها بـ 29 نسمة .